# Unabhängiger Sportclub Münster 2016-2017
Questa voce raccoglie le informazioni riguardanti l'Unabhängiger Sportclub Münster nelle competizioni ufficiali della stagione 2016-2017.

## Organigramma societario
Area direttiva
- Presidente: Jörg Adler

Area tecnica
- Allenatore: Andreas Vollmer
- Allenatore in seconda: Marvin Mallach
- Scout man: Manuela Kiousis

Area sanitaria
- Medico: Christian Fechtrup, Rieke Herzog, Jessica Maurer, Stephan Maurer
- Fisioterapista: Christoph Lang, Anna Lea Pannenbacker, Nadine Rensing, Rolf Riegert

## Rosa
| N° | Nome               | Ruolo | Data di nascita   | Nazionalità sportiva |
| -- | ------------------ | ----- | ----------------- | -------------------- |
| 4  | Britt Bongaerts    | P     | 3 novembre 1996   | Paesi Bassi          |
| 6  | Sina Fuchs         | S     | 28 settembre 1992 | Germania             |
| 7  | Bohdana Anisova    | S     | 16 marzo 1992     | Ucraina              |
| 8  | Jennifer Keddy     | C     | 28 ottobre 1991   | Stati Uniti          |
| 9  | Juliane Langgemach | C     | 6 novembre 1994   | Germania             |
| 10 | Kaisa Alanko       | P     | 3 gennaio 1993    | Finlandia            |
| 11 | Erica Wilson       | C/O   | 26 maggio 1991    | Stati Uniti          |
| 12 | Hanna Orthmann     | S     | 3 ottobre 1998    | Germania             |
| 14 | Linda Dörendahl    | L     | 20 luglio 1984    | Germania             |
| 17 | Ines Bathen        | S     | 27 agosto 1990    | Germania             |
| 18 | Leonie Schwertmann | C     | 12 febbraio 1994  | Germania             |